# Mariene ecoregio Oregon-, Washington- en Vancouverkust en Plat
De Mariene ecoregio Oregon-, Washington- en Vancouverkust en Plat (57) (Engels: Oregon, Washington, Vancouver Coast and Shelf marine ecoregion) is een biogeografische regio en ligt in het noordoosten van de Grote Oceaan in de Mariene provincie Koude Gematigde Noordoostelijke Stille Oceaan (10) in het Marien rijk Gematigde Noordelijke Stille Oceaan. De mariene ecoregio is vastgesteld door het World Wide Fund for Nature en The Nature Conservancy en is vernoemd naar de kust en het continentaal plat van Oregon, Washington en Vancouvereiland.
In het noordwesten grenst het gebied aan de mariene ecoregio Noord-Amerikaans Pacifisch Fjordland (55), in het noordoosten aan de mariene ecoregio Puget Trough/Straat van Georgia (56) en in het zuiden aan de mariene ecoregio Noordelijk Californië (58).

## Geografie
De mariene ecoregio ligt in het noordoosten van de Grote Oceaan voor de westkust in het zuidwesten van Canada met de provincie Brits-Columbia en voor de westkust van de Verenigde Staten met de staten Washington, Oregon en het noordwesten van Californië. Het gebied strekt zich uit van Brooks Peninsula aan de westkust van Vancouvereiland, tot in de Straat van Juan de Fuca aan de zuidkust van Vancouvereiland en tot aan Cape Mendocino en omvat onder andere Grays Harbor, Willapa Bay, de monding van de Columbia, Coos Bay en Humboldt Bay.
Door het gebied stroomt de Noordpacifische stroom die zich hier splitst in de noordwaarts stromende Alaskastroom en de zuidwaarts stromende Californische stroom. In de winter stroomt langs de kust ook de Davidsonstroom.

## Biogeografie
Het gebied kent zeeleven dat houdt van gematigde temperaturen.